# Aranoethra ungari
Aranoethra ungari là một loài nhện trong họ Araneidae.
Loài này thuộc chi Aranoethra. Aranoethra ungari được Ferdinand Karsch miêu tả năm 1878.